# 塔麻可吉
是萬代（BANDAI）於1996年11月23日推出的一種掌上電子寵物，由WiZ的橫井昭裕、萬代的本鄉武一（本郷武一）和真板亞紀（真板亜紀）於1995年6月企劃、1996年11月23日發售。其名字為日文的（Tamago，蛋）和（watch，手表）的結合，早期中文通稱為「電子雞」，又有「电子宠物蛋、宠物机、宠物蛋」等多种形像名称。當時它在世界範圍掀起了一陣養電子寵物的熱潮，其絕佳的市場業績更令到當時面臨被合併危機的萬代的經濟狀況出現轉機。

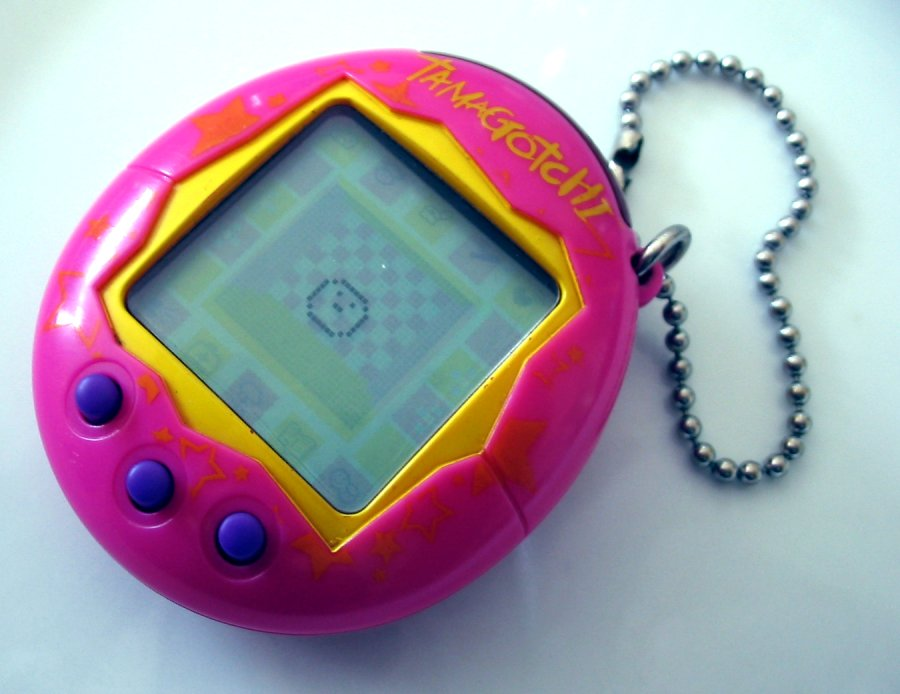
Tamagotchi Connexion V1（歐洲版）

塔麻可吉的外形通常都是蛋形，這也是它在中文裡被稱為「電子雞」的原因之一，惟其中被飼養的虛擬角色其實不是雞，依發明者的角色設定，它是來自塔麻可吉星的外星生物。
塔麻可吉有3個按鍵，讓使用者可以操縱其「寵物」的一些行動，例如：
- 餵飼：給塔麻可吉各種食物或者零食，這會影響它的健康、體重、飽足感和心情。
- 遊玩：與塔麻可吉一齊玩遊戲，以此提升它的開心程度，同時也可以賺取金錢，但這會使塔麻可吉的體重與飽足感減少。
- 打掃：清潔塔麻可吉的居住環境，倘若居住環境有過多穢物，塔麻可吉將會生病。
- 查詢：查看塔麻可吉的狀態，例如年齡、體重、飽足感和心情。

## 成長
塔麻可吉會從約3至4次的進化逐漸變大，它的生存時間取決於使用者如何地照顧它。

## 通信
除了照顧單一機器中的個體，讓兩台機器互相通訊亦為其賣點。通訊的功能：
- 玩對戰遊戲
- 送禮物
- 結婚
- 用機器給的號碼連至網頁
- 傳輸至大型遊戲機

以上前兩個功能皆可培養感情，若對方是異性、感情很好且雙方均已成年時便可結婚。

## 宣傳曲

### 日本版

作詞：許瑛子，作曲：伊藤真澄，唱：miyuki

作詞：すやまちえこ，作曲．唱：chihiro
收錄於專輯「たまごっちオフィシャルソング」（AYDM-133），1997年3月28日發售。

作詞：ハッスル持田，作曲：Chocolate City，唱：diEZEl from JPS
收錄於同名專輯（APDA-219），1997年4月9日發售。


作曲：小林亞星，作詞．唱：KYOKO
收錄於專輯「あっちむいて どっちむいて たまごっち」（APDM-5043），1997年5月1日發售。


### 海外版
「Tamagotchi (Tschoopapa...)」
作曲：David Jost，作詞：Lori Stern．唱：Sqeezer
「Tamagotchi」
作曲：J. Tønnov*，作詞：Sieber．唱：Daze

## 跨媒體作品

### 家庭向遊戲
- Tamagotchi CD-ROM（たまごっちCD-ROM，分為Windows、Mac和Pippin 3個版本）[11]

- 他媽哥池Gameboy（ゲームで発見!!たまごっち；1997年6月27日發售）

- 他媽哥池Gameboy 2（ゲームで発見!!たまごっち オスっちとメスっち；1998年1月15日發售）

- 塔麻可吉64

- 塔瑪星的大冒險（スーパーノートで発見!!たまごっち 〜たまごっち星大冒険〜；1997年發售，Super Note Club）

- 塔瑪公園（セガサターンで発見!!たまごっちパーク；1998年1月19日發售，世嘉土星）

- 他媽哥池PSP（星で発見!!たまごっち；1998年2月19日發售）

## 外部連結
- 塔麻可吉（页面存档备份，存于）－台灣代理商麗嬰國際的商品介紹頁(無法連線)
- 塔麻可吉 於日本的首頁